# Gran Premio de Pont à Marcq-La Ronde Pévèloise
El G. P. de Pont à Marcq-La Ronde Pévèloise es una carrera ciclista profesional de un día francesa que se disputa en la comuna francesa de Pont-à-Marcq (departamento de Norte).
Si bien ya se habían disputado algunas edicioens aisladas como carrera desde 1954 se comenzó a disputar con regularidad desde 2008, los dos primeros años a mediados del mes de mayo como amateur y desde 2010 a mediados del mes de junio ya como profesional formando parte del UCI Europe Tour, dentro de la categoría 1.2 (última categoría del profesionalismo).

## Palmarés
En amarillo: edición amateur.
| Año       | Ganador                | Segundo             | Tercero               |
| --------- | ---------------------- | ------------------- | --------------------- |
| 1954      | Gilbert Scodeller      | ?                   | ?                     |
| 1955      | No se disputó          | No se disputó       | No se disputó         |
| 1956      | César Marcelak         | ?                   | ?                     |
| 1957-1999 | No se disputó          | No se disputó       | No se disputó         |
| 2000      | Kevin Degezelle        | S. De Vreese        | Geert Van Crombruggen |
| 2001-2002 | No se disputó          | No se disputó       | No se disputó         |
| 2003      | ?                      | Pieter Ghyllebert   | ?                     |
| 2004-2007 | No se disputó          | No se disputó       | No se disputó         |
| 2008      | Stijn Neirynck         | Bert De Backer      | Sven Nooytens         |
| 2009      | Jens Keukeleire        | Kevin Maene         | Arnaud Molmy          |
| 2010      | Frank Dressler-Lehnhof | Robert Retschke     | Jack Anderson         |
| 2011      | Arnaud Démare          | Yauheni Hutarovich  | Denis Flahaut         |
| 2012      | Benoît Daeninck        | Philip Lavery       | Loïc Desriac          |
| 2013      | Benoît Daeninck        | Sean De Bie         | Boris Dron            |
| 2014      | Benoît Daeninck        | Baptiste Planckaert | Cameron Karwowski     |

## Palmarés por países
| País     | Victorias |
| -------- | --------- |
| Francia  | 6         |
| Bélgica  | 3         |
| Alemania | 1         |